# Samo za smijeh
Samo za smijeh (engleski: Just for laughs, Just for laughs gags) je TV komedija nastala po uzoru na kanadski „Just for laughs“ festival koji se održava svake godine u Montrealu i Quebecu. Ideja za ovu skrivenu kameru nastala je u Velikoj Britaniji početkom devedesetih godina. Naziv Just for laughs je postao brand, te se danas snima više emisija na različitim lokacijama u svijetu pod istim okriljem. Pored Britanske verzije koja je oživljena ponovo 2003. godine i do danas ostala medju top5 komedijskih programa u Velokoj Britaniji, postoje i sestrinske verzije koje se snimaju u Kanadi (Just for laughs gags) i Sjevernoj Irskoj (također Just for laughs).

## O emisiji
Emisija se sastoji od niza skečeva koji zatiču obične ljude u neobičnim situacijama koje su odigrane od strane komedijografa koji redovno glume. Reakcije ljudi se snimaju skrivenim kamerama, ali se nečuju dijalozi već samo glazba montirana u produkciji. Upravo je zbog ovoga emisija doživjela ogroman uspjeh širom svijeta jer nije potreban prijevod niti poznavanje jezika da biste se nasmijali. Skečevi u emisijama se obično miješaju, te često nije moguće razlikovati na kojoj su lokaciji snimani jer je stil emisija isti. Česta lokacija za snimanje je i Mexico.
Televizije zadužene za produkciju emisije su BBC (Velika Britanija), CBC (Kanada), Comedy network (Kanada), Irish Comedy Channel (Sjeverna Irska).
U Hrvatskoj se emisija prikazuje na RTL Televiziji pod nazivom Žuta minuta, a između skečeva se prikazuju najave i ponekad skečevi koje snima RTL televizija. U Bosni i Hercegovini je prikazivana na RTRS, a sada na OBN televiziji.

## Vanjske poveznice
- Službena stranica
- CBC stranica  Arhivirana inačica izvorne stranice od 12. srpnja 2007. (Wayback Machine)
- Stranica Wild Rover produkcije  Arhivirana inačica izvorne stranice od 16. srpnja 2007. (Wayback Machine)